# Ruth Kaps
Ruth Kaps (* 20. Februar 1968 in Gießen) ist eine ehemalige deutsche Ruderin, die 1996 im Leichtgewichts-Doppelzweier an den Olympischen Spielen in Atlanta teilnahm.
1989 gewann Kaps erstmals Medaillen bei den Deutschen Meisterschaften, als sie im Doppelvierer Vizemeisterin wurde und im Einer den dritten Platz belegte. Ein Jahr später wurde Kaps, die für den Gießener Ruderclub Hassia 1906 ruderte, zusammen mit Brigitte Hellmers Deutsche Meisterin im Leichtgewichts-Doppelzweier. Im gleichen Jahr wurde sie für das Match des Seniors, den inoffiziellen U23-Weltmeisterschaften, nominiert, die sie im Einer gewann.
1991 gewann Kaps bei den Deutschen Meisterschaften im Leichtgewichts-Einer vor der Vorjahressiegerin Ingrid Hätscher, die auch für die Weltmeisterschaften nominiert wurde. 1994 errang Kaps eine Bronzemedaille im Leichtgewichts-Vierer ohne Steuerfrau und wurde bei der Rotsee-Regatta in Luzern eingesetzt.
1995 und 1996 ruderte Kaps zusammen mit der Hannoveranerin Michelle Darvill im leichten Doppelzweier. Die Mannschaft gewann in beiden Jahren bei den Deutschen Meisterschaften und wurde jeweils für die Nationalmannschaft nominiert. Bei den Weltmeisterschaften in Tampere 1995 gewann das Duo Bronze, bei den Olympischen Spielen in Atlanta belegten sie den achten Platz. Anschließend wurde Kaps zur „Sportlerin des Jahres“ in ihrer Heimatstadt Gießen gewählt.

## Internationale Erfolge
- 1990: 1. Platz U23-Weltmeisterschaften im Einer
- 1995: 3. Platz Weltmeisterschaften im Leichtgewichts-Doppelzweier
- 1996: 8. Platz Olympische Spiele im Leichtgewichts-Doppelzweier